# Illégalisme (Foucault)
Pour l’article homonyme, voir Illégalisme (anarchisme).

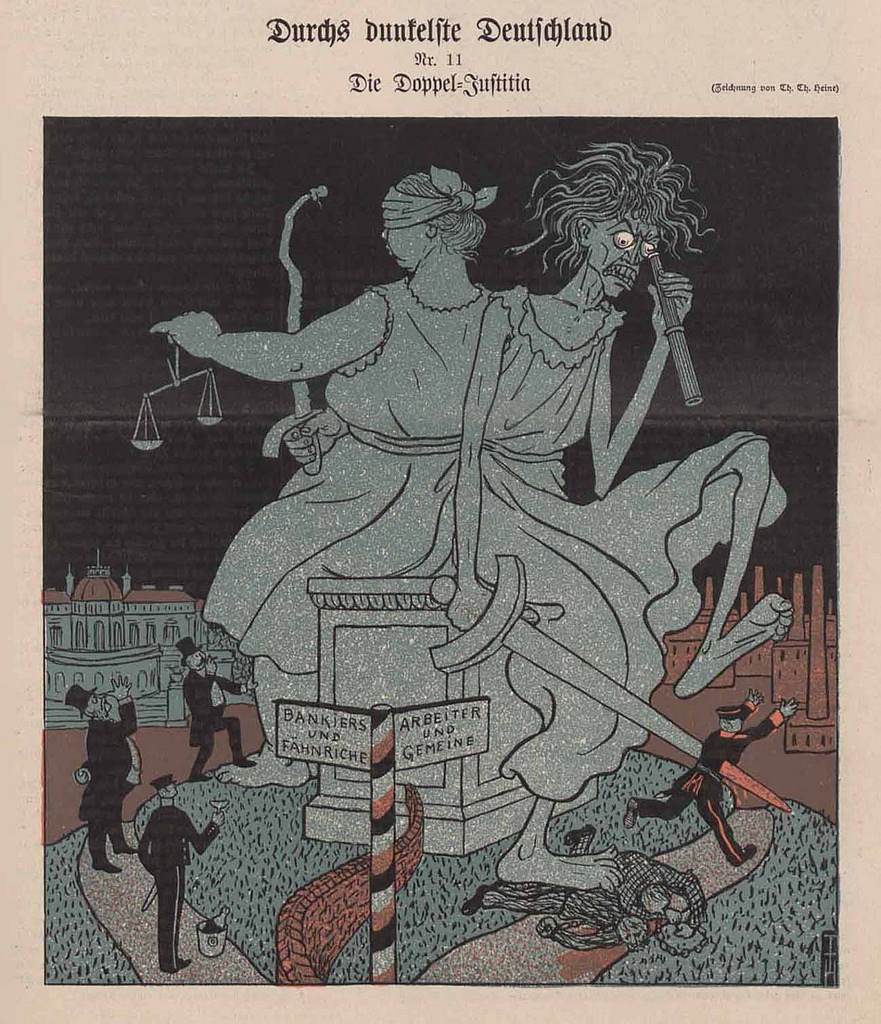
Caricature de 1903 par Thomas Theodor Heine montrant une double Justitia: une sévère pour les ouvriers, une tolérante pour les riches.

Dans le courant de la sociologie suivant Michel Foucault, un illégalisme est un contournement du droit plus ou moins assumé en public. La gestion différentielle des illégalismes est la manière dont les personnes en position de faiblesse au sein de la société sont pénalisées pour ce genre de comportements, tandis que pour des personnes plus puissantes, le jeu avec la légalité est excusé et minimisé (de) par le système pénal.

## Définition
L'analyse des illégalismes et de leur gestion différentielle a été initiée par Michel Foucault dans ses travaux sur l'histoire de la justice pénale, de l'emprisonnement et du pouvoir disciplinaire, notamment Surveiller et punir. Il y établit une distinction entre les illégalismes des biens, comme le vol de nourriture ou le squat, et les illégalismes des droit, comme la fraude fiscale ou le travail non déclaré. Il impute cette distinction au fossé entre la classe ouvrière et la bourgeoisie, et pointe la tolérance des tribunaux et de la police vis-à-vis de ces derniers, alors que les prolétaires sont au contraire attentivement contrôlés.
Cette grille de lecture est censée servir, dans la pensée de Foucault, à dépasser les concepts de délinquance et de criminalité envisagés comme des catégories créées par le système pénal.
Dans cette approche, il est également possible d'analyser la fluidité des agents de l'État eux-mêmes par rapport à la légalité et l'illégalité. On peut constater, en suivant ce cadre analytique, des comportements passant outre au droit au cœur même des institutions étatiques.

## Formes

### Manœuvres financières
Une des formes les plus communes de tolérance des illégalismes de la classe bourgeoise est en matière de fraude fiscale, dans la mesure où on laisse certaines personnes « échapper à l'impôt ».
Au niveau de la délinquance financières au sein de la Bourse aussi, les agents chargés de la répression font preuve d'une certaine mansuétude vis-à-vis de nombreuses irrégularités qu'ils ne perçoivent pas comme constitutives d'un « vrai dossier » coupable.

### Dommages environnementaux
Le courant de la green criminology (en) analyse la manière dont les crimes environnementaux sont moins punis lorsque les coupables sont de riches entreprises, ce qui constitue une gestion différentielle des illégalismes selon Grégory Salle. Selon Sylvain Barone, l'impunité environnementale est due à la fois à la gestion différentielles des illégalismes et au désinvestissement global de l'État dans les questions écologiques, identifiant cinq points problématiques:
- le manque de moyens des polices de l’environnement,
- le ménagement de certains groupes d’intérêt,
- la doctrine judiciaire conduisant à privilégier, dans ce domaine, les procédures transactionnelles,
- la déconnexion des magistrats par rapport aux questions environnementales,
- et la faible coordination entre les acteurs locaux des politiques pénales environnementales.

## En théorie du droit
L'analyse de la gestion différentielle des illégalismes peut, selon Mikhail Xifaras, rejoindre la théorie marxiste du droit pour expliquer l'avènement du salariat et les inégalités inhérentes à la notion juridique de patrimoine.